# Kelly Monaco
Kelly Monaco, geboren als Kelly Marie Monaco (Philadelphia (Pennsylvania), 23 mei 1976) is een Amerikaans model en actrice.
Monaco droomde als kind van een modellencarrière. In 1996 stuurde ze foto's van zichzelf naar het blad Playboy. Ze verscheen in april 1997 in het tijdschrift als Playmate van de maand. In 1997 en 1998 speelde ze gastrollen in Baywatch. Ze verving ook Carmen Electra in de zwemscènes, omdat Electra niet kon zwemmen. Monaco acteerde in de jaren '90 nog in 2 films en in de serie Port Charles. Toen de reeks in 2003 stopte, stapte ze over naar de serie General Hospital.
In 2005 werd in de Verenigde Staten het eerste seizoen van Dancing with the Stars uitgezonden. Samen met professioneel danser Alec Mazo won ze deze editie. Monaco was van 1991 tot en met 2009 samen met Mike Gonzalez.